# Gramophone Classical Music Awards
Les Gramophone Classical Music Awards, lancés en 1977, sont l'une des plus importantes distinctions décernées à des enregistrements de musique classique de l'industrie du disque,,. Ils sont souvent considérés comme équivalent à ou le dépassement, du Grammy award american, appelé British Grammy et la mention de la cérémonie des Oscars pour la musique classique,,. Ils sont largement considérés comme les plus influents et prestigieux prix de musique classique récompenses dans le monde,,.
Selon Matthieu Owen, directeur national des ventes chez Harmonia Mundi USA, « finalement, c'est le prix de musique classique, en particulier dans le monde entier. »
Les gagnants sont sélectionnés chaque année par les critiques pour le magazine Gramophone et les différents membres de l'industrie, y compris les détaillants, les radiodiffuseurs, les administrateurs des arts et musiciens. Les récompenses sont généralement présentés en septembre de chaque année, à Londres.

## Gramophone Awards des années 2010

### 2016
- Enregistrement de l'année — J.S. Bach : Variations Goldberg ; Beethoven : Variations Diabelli ;  Frederic Rzewski : The People United Will Never Be Defeated! - Igor Levit, piano
- Artiste de l'année — Daniil Trifonov
- Label de l'année — Warner Classics
- Lifetime Achievement — Christa Ludwig
- Special Achievement : BBC Radio 3
- Jeune artiste de l'année — Benjamin Appl
- Baroque Instrumental — Biber : Sonates du Rosaire - Rachel Podger (violon), Jonathan Manson, David Miller, Marcin Swiatkiewicz
- Baroque Vocal — Monteverdi : Madrigali, vol. 1 – Cremona - Les Arts Florissants, dir. Paul Agnew
- Musique de chambre – Tippett : String Quartets - Heath Quartet
- Choral — Schoenberg : Gurrelieder - Barbara Haveman, Claudia Mahnke, Brandon Jovanovich, Gerhard Siegel, Thomas Bauer, Johannes Martin Kränzle, Netherlands Female Youth Choir; Cologne Cathedral Choir, Male Voices and Vocal Ensemble ; Chorus of the Bach-Verein, Cologne ; Kartäuserkantorei, Cologne ; Cologne Gürzenich Orchestra, dir. Markus Stenz
- Concerto — Britten et Korngold : Violin Concertos - Vilde Frang, Frankfurt Radio Symphony Orchestra, dir. James Gaffigan
- Musique contemporaine —  Hans Abrahamsen : let me tell you (en) - Barbara Hannigan, soprano, Bavarian Radio Symphony Orchestra, dir. Andris Nelsons
- Musique ancienne — John Taverner : Western Wind, Taverner Choir & Players, dir. Andrew Parrott
- Instrumental — J.S. Bach : Variations Goldberg ; Beethoven : Variations Diabelli ;  Frederic Rzewski : The People United Will Never Be Defeated! - Igor Levit, piano
- Opéra — Verdi : Aida - Anja Harteros, Jonas Kaufmann, Ekaterina Semenchuk, Ludovic Tézier, Erwin Schrott, Marco Spotti, Eleonora Buratto, Paolo Fanale, Chorus and Orchestra of the Accademia Nazionale di Santa Cecilia, dir. Sir Antonio Pappano
- Récital — Mozart – The Weber Sisters - Sabine Devieilhe, Arnaud de Pasquale, Ensemble Pygmalion, dir. Raphaël Pichon
- Musique vocale solo — Néère - Véronique Gens, soprano, Susan Manoff, piano

### 2015
- Enregistrement de l'année — Bruckner, Symphonie no 9 Orchestre du Festival de Lucerne, dir. Claudio Abbado (DG)
- Artiste de l'année — Paavo Järvi [16]
- Label de l'année — Channel Classics [17]
- Lifetime Achievement — Bernard Haitink [18]
- Jeune artiste de l'année — Joseph Moog [19]
- Baroque Instrumental — Bach, Suites pour violoncelle David Watkin (violoncelle)
- Baroque Vocal — Monteverdi Vespri solenni per la festa di San Marco Concerto Italiano / Rinaldo Alessandrini
- Musique de chambre – Smetana Quatuors à cordes nos 1, De ma vie & 2, Pavel Haas Quartet
- Choral — Elgar, The Dream of Gerontius. Sea Pictures, Sarah Connolly (mezzo), Stuart Skelton (ténor), David Soar (basse), BBC SO et chœurs, dir. Andrew Davis (Chandos Records)
- Concerto — Beethoven Concertos pour piano nos 3 & 4 Maria João Pires (piano), Orchestre symphonique de la radio suédoise / Daniel Harding
- Musique contemporaine — Nørgård, Symphonies nos 1 & 8 - Orchestre philharmonique de Vienne, dir. Sakari Oramo
- Musique ancienne — ‘The Spy’s Choirbook’ Alamire; English Cornett & Sackbut Ensemble / David Skinner (Obsidian)
- Instrumental — Bach english suites nos 1, 3 & 5 Piotr Anderszewski pf (Warner Classics)
- Opéra — R Strauss Elektra solistes ; Orchestre de Paris / Esa-Pekka Salonen Stage director Patrice Chéreau Video director Stéphane Metge (Bel Air Classique)
- Récital — A French Baroque Diva Carolyn Sampson (soprano), Ex Cathedra / Jeffrey Skidmore (Hyperion)
- Musique vocale solo — Schubert Nachtviolen Christian Gerhaher (baryton), Gerold Huber (piano) (Sony Music)

### 2014
- Artiste de l'année – Leonídas Kavákos
- Jeune artiste de l'année – Nightingale String Quartet
- Accomplissement d'une vie – James Galway
- Outstanding Achievement Award – Neville Marriner
- Label de l'année – Delphian
- Recording of the Year – Brahms, Symphonies - Leipzig Gewandhaus Orchestra, dir. Riccardo Chailly (Decca)
- Baroque Instrumental – CPE Bach, Sonates « Württemberg » - Mahan Esfahani (clavecin) (Hyperion)
- Baroque Vocal – CPE Bach, Magnificat, Heilig ist Gott et Symphonie en ré majeur - Elizabeth Watts, Wiebke Lehmkuhl, Lothar Odinius et Markus Eiche (solistes) ; RIAS Kammerchor et Akademie für Alte Musik Berlin dir. Hans-Christoph Rademann (Harmonia Mundi)
- Musique de chambre – Schubert, Quintette à cordes D956 et String Quartet No. 14 « La jeune fille et la mort » D.810 - Pavel Haas Quartet avec Danjulo Ishizaka (violoncelle) (Supraphon)
- Choral – Mozart, Requiem K626 et Misericordias Domini K.222 - Joanne Lunn, Rowan Hellier, Thomas Hobbs et Matthew Brook (solistes) ; the Dunedin Consort directed by John Butt. Linn.
- Concerto – Prokofiev Complete Concertos pour piano. Jean-Efflam Bavouzet ; BBC Philharmonic Orchestra directed by Gianandrea Noseda (Chandos Records)
- Musique contemporaine – George Benjamin, Written on Skin (DVD) - Christopher Purves, Barbara Hannigan, Bejun Mehta, Victoria Simmonds et Allan Clayton (solistes) ; Orchestra of the Royal Opera House, Covent Garden, dir. George Benjamin, metteur en scène Katie Mitchell, vidéo : Margaret Williams (Opus Arte)
- Musique ancienne – Marenzio, Primo libro di madrigali - La Compagnia del Madrigale (Glossa)
- Instrumental – "Volodos plays Mompou", Arcadi Volodos (piano) (Sony Classical)
- Opéra – Ravel, L'Heure espagnole et L'Enfant et les Sortilèges (DVD). Stéphanie d’Oustrac, Alek Shrader, François Piolino, Elliot Madore, Paul Gay, Khatouna Gadelia et Elodie Méchain (solistes) ; Glyndebourne Chorus et Orchestre philharmonique de Londres, dir. Kazushi Ono, metteur en scène Laurent Pelly, video : François Roussillon (FRA Musica DVD)
- Orchestral – Brahms, Symphonies - Gewandhaus de Leipzig, dir. Riccardo Chailly (Decca)
- Récital – "Arise, my muse", compositeurs divers - Iestyn Davies (contre-ténor), Richard Egarr et al. (Wigmore Hall Live)
- Vocal – Schubert, Winterreise. Jonas Kaufmann (ténor), Helmut Deutsch (piano) (Sony Classical)

### 2013
- Artiste de l'année – Alison Balsom
- Jeune artiste de l'année – Jan Lisiecki
- Accomplissement d'une vie – Julian Bream
- Label de l'année – Decca Classics
- Baroque Instrumental – Froberger, D'Anglebert, Fischer, Louis Couperin. Andreas Staier (Harmonia Mundi)
- Baroque Vocal – Bach Motets. Monteverdi Choir, English Baroque Soloists. John Eliot Gardiner (Soli Deo Gloria)
- Musique de chambre – Bartók Sonates pour violon 1 & 2, Sonate pour violon seul - Barnabas Kelemen, Zoltán Kocsis (Hungaroton)
- Choral – Elgar The Apostles. Rebecca Evans, Alice Coote, Paul Groves, Jacques Imbrailo, David Kempster, Brindley Sherratt, Halle Orchestra, dir. Mark Elder.
- Concerto (Enregistrement de l'année) – Bartók Concerto pour violon no 2, Eötvös Seven, Ligeti : Concerto pour violon - Patricia Kopatchinskaja, HR Sinfonieorchester, Ensemble Modern. Peter Eotvos (Naïve)
- Musique contemporaine – Dutilleux Correspondances. Barbara Hannigan, Anssi Karttunen, Orchestre Philharmonique de Radio France. Esa-Pekka Salonen (Deutsche Grammophon)
- Musique ancienne – A New Venetian Coronation 1595 Gabrieli Consort & Players. Paul McCreesh. Signum Records
- Instrumental – Mussorgsky Pictures from an Exhibition, Prokofiev Sarcasms, Visions fugitives. Steven Osborne (Hyperion)
- Opéra – Puccini Il Trittico. Eva-Maria Westbroek, Ermonela Jaho, Lucio Gallo, Elenza Zilio, Francesco Demuro, Royal Opera Chorus, Orchestra of the Royal Opera House, Richard Jones. Antonio Pappano. Opus Arte 3 DVD
- Orchestral – Suk Prague, Conte d'été, op. 29 - Orchestre symphonique de la BBC Jiří Bělohlávek (Chandos Records)
- Vocal – Wagner, Arias - Jonas Kaufmann, Orchester der Deutschen Oper Berlin, dir. Donald Runnicles (Decca)

### 2012
- Lifetime Achievement Claudio Abbado [20]
- Artiste de l'année – Joseph Calleja
- Jeune artiste de l'année – Benjamin Grosvenor
- Label de l'année – Naïve Records
- Baroque Vocal (Enregistrement de l'année) – Heinrich Schütz Musicalische Exequien, Vox Luminis, Lionel Meunier (Ricercar)
- Early  – Tomás Luis de Victoria Sacred works, Ensemble Plus Ultra, Michael Noone (DG/Archiv)
- Baroque Instrumental – Bach : Suites pour orchestre, Freiburg Baroque Orchestra, Petra Mullejans, Gottfried von der Goltz (Harmonia Mundi)
- Documentaire DVD – Music makes a city, A film by Oswald Brown III ; Jerome Hiler (Harmonia Mundi)
- Opéra – Beethoven : Fidelio - Stemme; Kaufmann, Orchestre du Festival de Lucerne, dir. Claudio Abbado (Decca)
- Choral – Howells : Requiem, St Paul’s Magnificat and Nunc dimittis, Choir of Trinity College, Cambridge, dir. Stephen Layton (Hyperion)
- Special Achievement – Smetana: Ma vlast, with Czech National Anthem Czech Philharmonic Orchestra / Václav Talich (historical Norwegian Radio recording in Nazi-occupied Prague on 5 June 1939, remastering producer Matouš Vlčinský) (Supraphon)[21]
- Instrumental – Chopin. Liszt, Ravel : Œuvres pour piano, Benjamin Grosvenor (Decca Records)
- Concerto – Beethoven, Berg : Concertos pour violon, Isabelle Faust, Orchestra Mozart / Claudio Abbado (Harmonia Mundi)
- Musique vocale solo – Songs of War, Simon Keenlyside, Malcolm Martineau (Sony Music)
- Historic – Chopin: Études, Maurizio Pollini (Testament)
- Orchestral – Martinu Symphonies ; BBC SO, dir. Jiří Bělohlávek (Onyx)
- Musique contemporaine – Rautavaara : Concerto pour percussion, Concerto pour violoncelle no 2, Modificata - Colin Currie (percussion) Truls Mørk (violoncelle) Helsinki PO, dir. John Storgards (Ondine)
- Musique de chambre – Schumann : Œuvres pour trio avec piano, Christian Tetzlaff (violon) Tanja Tetzlaff (violoncelle) Leif Ove Andsnes (piano) (EMI Classics)

| Award (de l'année)        | bénéficiaire(s)                                                                   | Instrument(s) (ou SATB)                        | Compositeur(s): Œuvre(s)             | Label                                   |
| ------------------------- | --------------------------------------------------------------------------------- | ---------------------------------------------- | ------------------------------------ | --------------------------------------- |
| Artiste                   | Joseph Calleja                                                                    | Tenor                                          | –                                    | –                                       |
| Jeune artiste             | Benjamin Grosvenor                                                                | Piano                                          | –                                    | –                                       |
| Label                     | Naïve                                                                             | –                                              | –                                    | Naïve                                   |
| Baroque Vocal             | Lionel Meunier, Vox Luminis                                                       | SATB                                           | Schütz : Musicalische Exquien        | Ricercar                                |
| Musiue ancienne           | Ensemble Plus Ultra, Michael Noone                                                |                                                | Compositeurs divers : Œuvres sacrées | DG                                      |
| Baroque Instrumental      | Freiburg Baroque Orchestra, Petra Mullejans, Gottfried von der Goltz              | Orchestra with Period Instruments              | Bach : Suites pour orchestre         | Harmonia Mundi                          |
| Documentaire DVD          | Jerome Hiler                                                                      | Music makes a city, A film by Oswald Brown III |                                      | Harmonia Mundi                          |
| Opéra                     | Stemme, Kaufmann, Orchestre du Festival de Lucerne, Claudio Abbado                | Opéra                                          | Beethoven : Fidelio                  | Decca                                   |
| Choral                    |                                                                                   |                                                |                                      |                                         |
| Special Achievement       |                                                                                   |                                                |                                      |                                         |
| Instrumental              |                                                                                   |                                                |                                      |                                         |
| Concerto                  |                                                                                   |                                                |                                      | Beethoven, Berg : Concertos pour violon |
| Musique de chambre        | Christian Tetzlaff (violon) Tanja Tetzlaff (violoncelle) Leif Ove Andsnes (piano) | Schumann: Trios avec piano                     | Trio avec piano                      | (EMI Classics)                          |
| Enregistrement historique | Maurizio Pollini                                                                  | Chopin : Études                                | Piano                                | Testament                               |
| Vocal solo                | Malcolm Martineau                                                                 | Baryton                                        | Songs of War, Simon Keenlyside       | Sony Classical                          |

### 2011
- Artiste de l'année – Gustavo Dudamel, conductor
- Specialist Classical Chart – Miloš Karadaglić – The Guitar
- Label de l'année – Wigmore Hall Live
- Jeune artiste de l'année – Miloš Karadaglić
- Special Achievement – The Bach Cantata Pilgrimage on SDG
- Accomplissement d'une vie – Dame Janet Baker, mezzo-soprano
- Music in the Community Award – The Cobweb Orchestra
- Baroque Instrumental – CPE Bach Harpsichord Concertos Andreas Staier; Freiburg Baroque / Petra Müllejans Harmonia Mundi
- Baroque Vocal – Haendel Apollo e Dafne La Risonanza Glossa
- Chamber (Enregistrement de l'année) – Dvořák Quatuors à cordes Op. 106 & 96 Pavel Haas Quartet Supraphon
- Choral – Elgar The Kingdom Claire Rutter; Susan Bickley; John Hudson; Iain Paterson; Hallé Choir & Orchestra / Sir Mark Elder
- Concerto – Debussy Fantaisie Ravel Concertos pour piano Massenet Œuvres pour piano Jean-Efflam Bavouzet; BBC Symphony Orchestra / Yan Pascal Tortelier (Chandos Records)
- Musique contemporaine – Birtwistle Night's Black Bird Hallé Orchestra / Ryan Wigglesworth NMC
- DVD Documentary – Carlos Kleiber: Traces to Nowhere A film by Eric Schultz Arthaus
- DVD Performance – Verdi Don Carlo solistes ; Chorus and Orchestra of the Royal Opera House, Covent Garden / Antonio Pappano EMI Classics
- Musique ancienne – Striggio Mass in 40 Parts etc. I Fagiolini et al. / Robert Hollingworth Decca
- Historic – Mahler/Cooke Symphonie no 10 London Symphony Orchestra, Philharmonia / Berthold Goldschmidt
- Instrumental – Brahms Handel Variations. Œuvres pour piano, Op 118 & 119 Murray Perahia Sony Classical
- Opéra – Rossini Ermione solistes ; Geoffrey Matchell Choir; London Philharmonic Orchestra / David Parry Opera Rara
- Orchestral – Chostakovitch Symphonie no 10 RLPO / Vasily Petrenko Naxos
- Récital – Verismo Arias Various Jonas Kaufmann; Chorus and Orchestra of the Santa Cecilia Academy, Rome / Antonio Pappano Decca Classics
- Solo vocal – Britten Songs and Proverbs of William Blake Gerald Finley; Julius Drake Hyperion
- Choix de l'éditeur – Rossini Stabat Mater Netrebko; Santa Cecilia Orchestra & Choir / Antonio Pappano EMI

### 2010
Liste complète
- Artiste de l'année – Joyce DiDonato
- Accomplissement d'une vie – Alfred Brendel
- Jeune artiste de l'année – Sol Gabetta
- Label de l'année – Linn Records
- Musique ancienne (Enregistrement de l'année) – Byrd 'Infelix Ego' / The Cardinall's Musick, dir. Andrew Carwood
- Baroque Instrumental – Vivaldi The French Connection / La Serenissima
- Musique de chambre – Beethoven, Sonatas for Piano and Violin / Isabelle Faust
- Concerto – Elgar, Violin Concerto, Thomas Zehetmair; Hallé Orchestra / Sir Mark Elder
- Musique contemporaine – Adès – The Tempest solistes ; Chorus and Orchestra of the Royal Opera House, Covent Garden, dir. Thomas Adès DVD – Leonard Bernstein – ‘Reflections’, A film by Peter Rosen
- Archive historique – Beethoven – 32 Sonates pour piano. Eroica Variations, etc. Friedrich Gulda
- Opéra – Wagner – Götterdämmerung. solistes ; Choruses; Hallé Orchestra, dir. Mark Elder
- Orchestral – Dvořák – Symphonic Poems. Czech Philharmonic, dir. Charles Mackerras (Supraphon SU4012-2)
- Choix des éditeurs : Bernstein's Mass, Marin Alsop

## Gramophone Awards des années 2000

### 2009
- Artiste de l'année – The Sixteen
- Accomplissement d'une vie – Nikolaus Harnoncourt
- Jeune artiste de l'année – Yuja Wang
- Special Achievement – Bernard Coutaz, founder of Harmonia Mundi
- Label de l'année – ECM
- Musique ancienne – Song of Songs, Stile Antico
- Classic FM Award for Audience Innovation – Royal Opera House and The Sun
- Baroque Instrumental – Henry Purcell's Complete Fantazias / Fretwork
- Chamber (Enregistrement de l'année) – Debussy, Fauré and Ravel, String quartets, Quatuor Ebène
- Concerto – Britten, Piano Concerto, Steven Osborne, BBC Scottish Symphony Orchestra / Ilan Volkov (Hyperion)
- Musique contemporaine – The NMC Songbook, various artists (NMC)
- DVD – Wagner, The Copenhagen Ring, The Royal Danish Opera / Michael Schønwandt
- Archive historique – Berlioz, Les Troyens, Covent Garden Opera / Rafael Kubelík
- Opéra – Puccini, Madama Butterfly, Accademia Nazionale di Santa Cecilia / Antonio Pappano, Angela Gheorghiu (sop)
- Orchestral – Tchaikovsky, Manfred Symphony & The Vayevoda, Royal Liverpool Philharmonic / Vasily Petrenko
- Choix des éditeurs : Beethoven : Variations Diabelli & Bach: Partita no 4 – Stephen Kovacevich (piano)

### 2008
- Artiste de l'année – Hilary Hahn
- Accomplissement d'une vie – André Previn
- Jeune artiste de l'année – Maxim Rysanov
- Special Achievement – Sir Peter Moores
- Label de l'année – Hyperion
- The Gold Disc – Saint-Saëns : Concertos pour piano – Stephen Hough
- Classic FM Award for Audience Innovation – Tasmin Little
- Baroque Instrumental – Brandenburg concertos European Brandenburg Ensemble / Trevor Pinnock (Avie)
- Musique de chambre – Brahms and Schumann, Piano quintets, Leif Ove Andsnes, Artemis Quartet (Virgin Classics)
- Concerto – Elgar, Violin Concerto, James Ehnes, Philharmonia Orchestra / Sir Andrew Davis (Onyx)
- DVD – Mozart, Le nozze di Figaro Soloists, The Royal Opera / Antonio Pappano (Opus Arte)
- Archive historique – Vaughan Williams, Symphonie no 5 London Philharmonic Orchestra / Vaughan Williams (Somm)
- Opéra – Janáček, Les Voyages de Monsieur Brouček Orchestre symphonique de la BBC, dir. Jiří Bělohlávek (Deutsche Grammophon)
- Récital – Maria, Cecilia Bartoli, Orchestra La Scintilla / Ádám Fischer (Decca)
- Instrumental (Enregistrement de l'année) – Beethoven, Sonates pour piano, vol 4, Paul Lewis (Harmonia Mundi)
- Baroque Vocal – Monteverdi, L'Orfeo, La Venexiana / Claudio Cavina (Glossa)
- Choral – Haydn, The Creation, Soloists, Gabrieli Consort and Players / Paul McCreesh (Archiv Produktion)
- Musique contemporaine – Jonathan Harvey, Body Mandala, Anu Komsi, BBC Scottish Symphony Orchestra / Ilan Volkov (NMC)
- Musique ancienne – Nicholas Ludford, Missa Benedicta, Choir of New College, Oxford / Edward Higginbottom (K617)
- Réédition historique – Sibelius, Songs, Kim Borg, Erik Werba (Deutsche Grammophon)
- Orchestral – Myaskovsky, Symphonies, USSR State & Russian Federation Symphony Orchestras / Evgeny Svetlanov (Warner Classics)
- Solo vocal – Barber, Songs, Gerald Finley, Julius Drake, (Hyperion)
- Choix de l'éditeur – Mr Abel's Fine Airs

### 2007
- Artiste de l'année – Julia Fischer
- Accomplissement d'une vie – Montserrat Caballé
- Jeune artiste de l'année – Vasily Petrenko
- Special Achievement – Christopher Raeburn
- Label de l'année – Deutsche Grammophon
- Concerto (Enregistrement de l'année) – Brahms Concertos pour piano Nelson Freire; Leipzig Gewandaus Orchestra / Riccardo Chailly (Decca)
- Choix de l'éditeur – Mahler Symphonie no 2 Budapest Festival Orchestra / Ivan Fischer (Channel Classics)
- Baroque instrumental – Haendel Concerti Grossi Academy of Ancient Music / Richard Egarr (Harmonia Mundi)
- Baroque vocal – Haendel Messiah (Dublin version, 1742); Dunedin Consort & Players / John Butt (Linn Records)
- Musique de chambre – Haas et Janáček Quatuors à cordes Pavel Haas Quartet (Supraphon)
- Choral – Brahms Ein Deutsches Requiem Dorothea Röschmann; Thomas Quasthoff; Berlin Radio Choir; Orchestre philharmonique de Berlin, dir. Simon Rattle (EMI Classics)
- Musique contemporaine – Julian Anderson Alhambra Fantasy BBC Symphony Orchestra / Oliver Knussen (Ondine)
- DVD – Julian Bream : My Life in Music (Avie)
- Early music – Byrd Laudibus in sanctis The Cardinall's Musick / Andrew Carwood (Hyperion)
- Historic reissue – Moeran, Symphonie en sol mineur, etc. London Philharmonic Orchestra, New Philharmonia / Adrian Boult (Lyrita)
- History archive – Wagner, Götterdämmerung Bayreuth Festival Opera / Joseph Keilberth (Testament)
- Instrumental – Bach, Suites pour violoncelle, Steven Isserlis (Hyperion)
- Opéra – Rossini Matilde di Shabran Conducted by Riccardo Frizza (Decca)
- Orchestral – Prokofiev Complete Symphonies London Symphony Orchestra / Valery Gergiev (Philips)
- Récital – Simon Keenlyside: Tales of Opera Munich Radio Orchestra / Ulf Schirmer (Sony Music)
- Solo vocal – R. Strauss Lieder Jonas Kaufmann; Helmut Deutsch (Harmonia Mundi)

### 2006
- Artiste de l'année – Angela Hewitt
- Accomplissement d'une vie – Sir Charles Mackerras
- Label de l'année – Virgin Classics
- Orchestre (Enregistrement de l'année) – Mahler – Symphonie no 6 Orchestre philharmonique de Berlin, dir. Claudio Abbado
- Classic FM Listeners' Choice – Alison Balsom
- Choix de l'éditeur – Stanford – Mélodies avec orchestre - Gerald Finley ; BBC NOW, dir. Richard Hickox (Chandos Records)
- Musique de chambre – Taneïev – Musique de chambre - Vadim Repine ; Ilya Gringolts ; Nobuko Imai ; Lynn Harrell ; Mikhail Pletnev (DG)
- Concerto – Leif Ove Andsnes, Berlin PO, Pappano: Rachmaninov Concertos pour piano nos 1 & 2 (EMI Classics)
- Musique contemporaine – Magnus Lindberg – Concerto pour clarinette - Kari Kriikku ; Finnish RSO, dir. Sakari Oramo
- Historic archive – Wagner – Siegfried Bayreuth Festival/Keilberth
- Early music – Tallis Gaude gloriosa The Cardinall's Musick / Andrew Carwood (Hyperion)
- Instrumental – Szymanowski – Œuvres pour piano, Piotr Anderszewski
- Musique vocale solo – Schubert – Abendbilder Christian Gerhaher; Gerold Huber

### 2005
- Artiste de l'année – Michael Tilson Thomas
- Accomplissement d'une vie – Marilyn Horne
- Special Achievement – The Lindsays
- Label of the year – Naxos
- Choix des auditeurs de Classic FM – Plácido Domingo
- Choix de l'éditeur – Rachmaninoff Concertos pour piano, Rhapsody on a Theme of Paganini, Stephen Hough, Orchestre symphonique de Dallas, dir. Andrew Litton (Hyperion)
- Baroque Vocal (Enregistrement de l'année) – Bach Cantates vol. 1  Monteverdi Choir et Orchestre, dir. John Eliot Gardiner (Soli Deo Gloria)
- Musique ancienne – John Browne, Music from the Eton Choir Book. The Tallis Scholars / Peter Phillips (Gimell)
- Choral – Haydn The Seasons Soloists, RIAS Kammerchor, Freiburger Barockorchester / René Jacobs (Harmonia Mundi)
- Orchestral – Haydn Symphonies parisiennes - Concentus Musicus Wien, dir. Nikolaus Harnoncourt (Deutsche Harmonia Mundi)
- Musique de chambre – Beethoven, Derniers quatuors à cordes (dont le Quatuor à cordes nº 13), Quatuor Takács (Decca)
- Concerto – Zimerman, Andsnes, Grimaud, Boulez	Bartók Concertos pour piano nos 1–3 (DG)
- Musique contemporaine – Birtwistle Earth Dances Ensemble Modern (DG)
- DVD – Berlioz, Les Troyens, Solistes et Monteverdi Choir, Orchestre Revolutionnaire et Romantique / John Eliot Gardiner (BBC)
- Récital – Gounod and Massenet, Arias, Rolando Villazón, Orchestre Philharmonique de Radio France, dir. Evelino Pidò (Virgin Classics)

### 2004
- Artiste de l'année – Magdalena Kožená
- Accomplissement d'une vie – London Symphony Orchestra
- Special Achievement – Peter Alward
- Label de l'année – Telarc
- Opéra (Enregistrement de l'année) – Mozart Le nozze di Figaro Solistes ; Collegium Vocale Gent ; Concerto Köln, dir. René Jacobs (Harmonia Mundi HMC90 1818/20)
- Classic FM Listeners' Choice – Bryn Terfel
- Baroque Vocal – Antonio Vivaldi Vespri Solenni per la Festa dell'Assunzione di Maria Vergine Soloists, Concerto Italiano / Rinaldo Alessandrini (Naïve Opus 111)
- Musique de chambre – Quatuor Takács, Beethoven : Quatuors à cordes op. 18 (Decca)
- Concerto – Edvard Grieg et Robert Schumann Concertos pour piano Leif Ove Andsnes – Orchestre philharmonique de Berlin, dir. Mariss Jansons (EMI Classics)
- Musique contemporaine – Thomas Adès America, A Prophecy CBSO (EMI Classics)
- Musique ancienne – Orlando Gibbons Consorts for viols, Phantasm (Avie)
- Réédition historique – Ernest Chausson, Claude Debussy, Henri Duparc, Maurice Ravel Mélodies Gérard Souzay (baryton), Jacqueline Bonneau (piano), Orchestre de la Société des Concerts du Conservatoire / Edouard Lindenberg (Testament)
- Orchestral – Arnold Bax The Symphonies, BBC Philharmonic Orchestra / Vernon Handley (Chandos)

### 2003
- Artiste de l'année – Marin Alsop
- Accomplissement d'une vie – Leontyne Price
- Special Achievement Award – Vernon Handley
- Label de l'année – Harmonia Mundi
- Musique de chambre (Enregistrement de l'année) – Schumann Quatuors à cordes nos 1 & 3 – Zehetmair Quartet, ECM
- Choix des auditeurs de Classic FM – Cecilia Bartoli
- Premier disque et Choix de l'éditeur – Prokofiev; Scriabin; Stravinsky; Tchaikovsky Œuvres pour piano, Simon Trpceski
- Baroque Vocal – Haendel : Arcadian Duets. Emmanuelle Haïm, Le Concert d'Astrée. Virgin Classics.
- Choral – Johann Nepomuk Hummel, Masses, Collegium Musicum 90, Richard Hickox (Chandos Records)
- Orchestral – Sibelius : Rondo of the waves - Lahti SO, dir. Osmo Vänskä (BIS)
- Concerto – Antonio Vivaldi, Concertos pour violon, op. 4, La Stravaganza, Arte dei Suonatori, Rachel Podger (Channel Classics CCS19598)
- Musique contemporaine – Steve Reich: City Life. Ensemble Modern. RCA.
- Musique ancienne – The Call of the Phoenix: Rare 15th-century English Church Music. The Orlando Consort. Harmonia Mundi.
- Instrumental – Chopin, Études, op. 10 & 25, Murray Perahia (Sony Music SK61885)
- Opéra – Benjamin Britten, The Turn of the Screw, Ian Bostridge, Mahler Chamber Orchestra, Daniel Harding (Virgin Classics)

### 2002
- Artiste de l'année – Maxime Venguerov
- Accomplissement d'une vie – Mirella Freni
- Concerto (Enregistrement de l'année) – Saint-Saëns, Œuvres complètes pour piano et orchestre, Stephen Hough/City of Birmingham Symphony Orchestra/Sakari Oramo (Hyperion)
- Choix de l'éditeur – R Strauss, Quatre derniers lieder, Soile Isokoski / Berlin Radio Symphony Orchestra, dir. Marek Janowski (Ondine)
- Baroque Instrumental – Biber, Sonates pour violon nos 2, 3, 5 & 7. Nisi Dominus. Passacaglia, Sonnerie/ Monica Huggett / Thomas Guthrie (ASV Gaudeamus)
- Baroque Vocal – Monteverdi, Selva morale e spirituale, Cantus Cölln / Concerto Palatino, dir. Konrad Junghänel (Harmonia Mundi)
- Musique de chambre – Beethoven, Trois Quatuors à cordes, « Rasumovsky », op. 59, « Les harpes », op. 74, Quatuor Takács (Decca)
- Choral – Schoenberg, Gurrelieder, Karita Mattila / Anne Sofie von Otter / Thomas Moser / Philip Langridge / Thomas Quasthoff / Berlin Radio Chorus / MDR Radio Chorus, Leipzig / Ernst Senff Choir / Orchestre philharmonique de Berlin, dir. Simon Rattle (EMI)
- Concerto – Saint-Saëns, Œuvres complètes pour piano et orchestre, Stephen Hough / City of Birmingham Symphony Orchestra / Sakari Oramo (Hyperion)
- Musique contemporaine – Birtwistle, Pulse Shadows, Claron McFadden / Quatuor Arditti / Nash Ensemble / Reinbert de Leeuw (Teldec)
- Premier enregistrement – Jonathan Lemalu chante des mélodies de Brahms, Fauré, Finzi etc., Jonathan Lemalu, Roger Vignoles (piano) (EMI Debut)
- DVD – John Adams, El Niño, Dawn Upshaw / Lorraine Hunt Lieberson / Willard White / Maîtrise de Paris Children's Choir / London Voices / Theatre of Voices / Deutsches Symphony Orchestra, Berlin / Kent Nagano / Peter Sellars (Stage director) / Peter Maniura (Video director) (ArtHaus Musik)
- Musique ancienne – Marenzio, Madrigals, Marenzio Madrigals Il Concerto Italiano / Rinaldo Alessandrini (Opus 111)
- Archive historique – Great conductors of the twentieth century: Ferenc Fricsay (EMI/IMG)
- Réédition historique – Fauré, 13 Nocturnes, Germaine Thyssens-Valentin (Testament)
- Instrumental – Grieg, Lyric Pieces—excerpts, Leif Ove Andsnes (EMI Classics)
- Opéra – Berlioz, Les Troyens - Ben Heppner / Michelle DeYoung / Petra Lang / Sara Mingardo / Peter Mattei / Stephen Milling / Kenneth Tarver / Toby Spence / Orlin Annastassov / Tigran Martirossian / Isabelle Cals / Alan Ewing / Guang Yang / Andrew Greenan / Roderick Earle / Bülent Bezd (LSO Live)
- Orchestral – Bruckner, Symphonie no 8 - Orchestre philharmonique de Berlin, dir. Gunter Wand (RCA)
- Récital – Gluck, Italian Arias, Cecilia Bartoli / Akadema für Alte Musik, Berlin / Bernhard Forck (Decca)
- Vocal – Chaminade, Mots d'amour, Anne Sofie von Otter / Bengt Forsberg / Nils-Erik Sparf / Peter Jablonski (DG)

### 2001
- Artiste de l'année – Cecilia Bartoli
- Accomplissement d'une vie – Victoria de los Ángeles
- Détaillant de l'année – Bath Compact Discs
- Orchestre (Enregistrement de l'année) – Vaughan Williams, A London Symphony et Butterworth, The Banks of Green Willow, London Symphony Orchestra / Hickox (Chandos Records)
- Classic FM People's Choice Award – Verdi, Verdi: Heroines, Angela Gheorghiu; Giuseppe Verdi Symphony Orchestra, Milan/Chailly (Decca)
- Choix de l'éditeur – Haendel, Rinaldo, David Daniels Cecilia Bartoli/Academy of Ancient Music/Christopher Hogwood (Decca L'Oiseau-Lyre)
- Baroque Instrumental – Bach, Partitas, BWV 825–30, Trevor Pinnock (Hannsler Classic)
- Baroque Vocal – Bach, St. Matthew Passion, Christoph Prégardien tenor Evangelist; Matthias Goerne baritone Christus; Christine Schäfer, Dorothea Röschmann sopranos; Bernarda Fink, Elisabeth von Magnus contraltos; Michael Schade, Markus Schäfer tenors; Dietrich Henschel, Oliver Widmer basses; Vienna Boys’ Choir; Arnold (Teldec)
- Musique de chambre – Vaughan Williams, Quatuors à cordes nos 1 & 2. Phantasy Quintet, Maggini Quartet avec Garfield Jackson (Naxos Records)
- Choral – Britten, AMDG. Choral Dances from ‘Gloriana’. Chorale after an Old French Carol. A Hymn to the Virgin. Sacré et profane, op. 91, Polyphony/Stephen Layton (Hyperion)
- Concerto – Schoenberg, Piano Concerto, Mitsuko Uchida/Cleveland Orchestra/Pierre Boulez (Philips)
- Musique contemporaine – Boulez, Anthèmes 2. Messagesquisse. Sur incises, Ensemble Intercontemporain/Pierre Boulez (DG)
- Premier enregistrement – Debussy, Dutilleux, Ravel, Quatuors à cordes, Quatuor Belcea (EMI)
- DVD – Berlioz, La Damnation de Faust, Vesselina Kasarova/Willard White/Staatskapelle Dresden, dir. Sylvain Cambreling (ArtHaus Musik)
- Musique ancienne – Gesualdo, Il quarto libro di madrigali, La Venexiana/Claudio Cavina (Glossa)
- Instrumental – Bach, Variations Goldberg, Murray Perahia (Sony Music)
- Opéra – Massenet, Manon, Angela Gheorghiu/Roberto Alagna, Chorus et SO of La Monnaie, dir. Antonio Pappano (EMI)
- Récital – Arias françaises, Roberto Alagna, Orchestra of the Royal Opera House, Covent Garden, dir. Betrand de Billy (EMI)
- Vocal – Love Songs, Magdalena Kožená, Graham Johnson (DG)

### 2000
- Artiste de l'année – Antonio Pappano
- Accomplissement d'une vie – Carlo Bergonzi
- Special Achievement – Wagner, Götterdämmerung, solistes Chœur et orchestre du festival de Bayreuth, dir. Knapperstsbusch (Testament)
- Détaillant de l'année – HMV 150 Oxford Street & Bath Compact Discs
- Orchestre (Enregistrement de l'année) – Mahler, Symphonie no 10 in F-sharp, Orchestre philharmonique de Berlin, dir. Simon Rattle (EMI)
- Classic FM People's Choice Award – Verdi, Verdi: Heroines, Angela Gheorghiu; Giuseppe Verdi Symphony Orchestra, Milan/Chailly (Decca)
- Baroque Instrumental – Pandolfi, Sonates pour violon, op. 3, nos 1–6 ; op. 4, nos 1–6, Andrew Manze, Richard Egarr (Harmonia Mundi)
- Baroque Vocal – Haendel, Acis and Galatea, Les Arts florissants, dir. William Christie(Erato)
- Musique de chambre – Chostakovitch, Quatuors à cordes (nos 1–15), Quatuor Emerson (DG)
- Choral – Lili Boulanger, Faust et Hélène : Psaume 24. D’un soir triste. D’un matin de printemps. Psaume 130, Du fond de l'abîme, Dawson, Murray, Bottone, Mackenzie, Howard ; CBSO Chorus ; Orchestre philharmonique de la BBC, dir. Tortelier (Chandos)
- Concerto – Haydn, Concertos pour piano nos 3, 4 & 11, Norwegian Chamber Orchestra/Andsnes (EMI)
- Musique contemporaine – Elliott Carter, Symphonia : sum fluxae pretium spei, Concerto pour clarinette, Elliott Carter (DG)
- Musique ancienne – William Byrd, L'Œuvre pour clavier, Davitt Moroney (Hyperion)
- Instrumental – Leopold Godowsky, The Complete Studies on Chopin's Etudes, Marc-André Hamelin (Hyperion)
- Opéra – Karol Szymanowski, Le Roi Roger. Symphonie no 4 « Symphonia concertante », op. 60, solistes CBS Youth Chorus; CBS Chorus; Andsnes; CBSO/Rattle (EMI)
- Récital – Verdi, Verdi: Heroines, Angela Gheorghiu ; Giuseppe Verdi Symphony Orchestra, Milan/Chailly (Decca)
- Vocal – Barbara Bonney, Diamonds in the Snow : mélodies d'Alfvén, Grieg, Sibelius, Sjöberg and Stenhammar, Antonio Pappano (Decca)

## Gramophone Awards des années 1990

### 1999
- Artiste de l'année – Martha Argerich
- Accomplissement d'une vie – Isaac Stern
- Special Achievement – Philip's Great Pianists of the 20th Century
- Opéra (Enregistrement de l'année) – Antonín Dvořák, Rusalka, Mackerras (Decca)
- Choix de l'éditeur – Naxos's British music series
- Baroque Instrumental – Jacquet de la Guerre, Premiére livre, Carole Cerasi (Metronome)
- Baroque Vocal – A Scarlatti, Il primo omicidio, René Jacobs (Harmonia Mundi)
- Musique de chambre – Robert Schumann, Piano Trios, Florestan Trio (Hyperion)
- Concerto – Frédéric Chopin, Concertos pour piano, Martha Argerich/Dutoit (EMI)
- 20e siècle Concerto – Maurice Ravel, Concertos pour piano, Krystian Zimerman ; Pierre Boulez (Deutsche Grammophon|DG)
- Musique ancienne – Guillaume Dufay, Missa Jacobi, Binchois Consort/Kirkman (Hyperion)
- Musique contemporaine – Toru Takemitsu, Quotation of Dream, Knussen (DG)
- Instrumental – Arcadi Volodos, Arcadi Volodos Live at Carnegie Hall (Sony Music)
- Orchestral – Anton Bruckner, Symphonie no 4, Wand (RCA)
- Récital – Renée Fleming, I Want Magic!, Renée Fleming; Levine (Decca)
- Musique vocale solo – Ludwig van Beethoven, Lieder, Stephen Genz; Vignoles (Hyperion)
- 20e siècle musique de chambre – Elliott Carter, Quatuors à cordes, Arditti Quartett (Auvidis)
- 20e siècle instrumental – Luciano Berio, Sequenzas, various artists (DG)
- 20e siècle opéra – Carl Nielsen, Maskarade, Schirmer (Decca)
- 20e siècle orchestre – Edgar Varèse, Complete Orchestral Works, Riccardo Chailly (Decca)
- 20e siècle vocal – Hanns Eisler, Hollywood Songbook, Goerne; Schneider (Decca)

### 1998
- Artiste de l'année – Riccardo Chailly
- Accomplissement d'une vie – Menahem Pressler
- Musique chorale (Enregistrement de l'année) – Martin, Pizzetti, Die Schöpfung, Westminster Cathedral Choir/James O'Donnell (Hyperion)
- Best-selling disc – James Horner, Titanic–Bande Originale (Sony Music)
- Choix de l'éditeur – Thomas Adès, Adès: Arcadiana Op. 12. The origin of the harp, solistes Endellion Quartet; London Sinfonietta; King's college choir, Cambridge/Adès, Stenz, Cleobury (EMI Debut)
- Baroque Non-Vocal – Les Talens Lyriques/Christophe Rousset, Rameau—Overtures (L'Oiseau-Lyre)
- Baroque Vocal – Monteverdi, Concerto Italiano, Rinaldo Alessandrini;
- Musique de chambre – Bartók, String quartets, Takacs Quartet (Decca)
- Concerto – Joshua Bell, Barber, Bloch, Walton, Baltimore Symphony Orchestra, dir. David Zinman (Decca)
- Musique contemporaine – Birtwistle The Mask of Orpheus, Andrew Davis, Martyn Brabbins, Birtwistle, solistes ; BBC Singers; BBC Symphony Orchestra, dir. Andrew Davis, Martyn Brabbins (NMC)
- Musique ancienne – Canciones et Ensaladas, Ensemble Clément Janequin, dir. Dominique Visse (Harmonia Mundi)
- Early Opera – Rameau, Les fêtes d'Hébé, solistes ; Les Arts florissants chœur et orchestre, dir. William Christie (Erato)
- Film Music – Kenneth Alwyn, The Ladykillers, Royal Ballet Sinfonia/Kenneth Alwyn (Silva Screen)
- Instrumental – Stephen Hough, Mompou (Hyperion)
- Music Theatre – Kander & Ebb, Chicago, Broadway Cast/Rob Fisher (RCA Victor)
- Opéra – Rossini, Il Turco in Italia, solistes ; Milan La Scala Chorus and Orchestra/Riccardo Chailly (Decca)
- Orchestral – Bartók, The Miraculous Mandarin, Hungarian Radio Chorus; Budapest Festival Orchestra/Ivan Fischer (Philips)
- Musique vocale solo – Schumann, Ian Bostridge, Julius Drake (EMI)

### 1997
- Artiste de l'année – Yo-Yo Ma
- Lifetime achievement – Mstislav Rostropovich
- Jeune artiste de l'année – Béla Bartók : Sonate pour violon et piano no 1. Solo Vi, Isabelle Faust ; Ewa Kupiec (Harmonia Mundi)
- Record of the year & Opera – Giacomo Puccini: La rondine, London Voices; London SO / Pappano (EMI)
- Best-selling disc – Agnus Dei, New College Choir, Oxford / Higginbottom (Erato)
- Choix de l'éditeur – Monica Huggett, Johann Sebastian Bach: Sonatas and Partitas for solo violin, EMI/Virgin Veritas
- Britannia Music Members' award – Something Wonderful: Bryn Terfel sings Rodgers, Terfel; Chorus of Opera North; English Northern Philharmonia / Daniel (Deutsche Grammophon)
- Baroque non-vocal – Henry Purcell: Fantazias, Joanna Levine; Susanna Pell; Phantasm, Simax
- Baroque vocal – Antonio Caldara: Maddalena ai piedi di Cristo, Schola Cantorum Basiliensis / René Jacobs (Harmonia Mundi)
- Musique de chambre – Maurice Ravel: Sonates pour violon etc., Juillet; Mork; Rogé (Decca)
- Choral – Joseph Haydn : Die Schöpfung, Monteverdi Choir ; English Baroque Soloists, dir. Gardiner, Archiv Produktion
- Concerto – Karol Szymanowski : Concertos pour violon etc., Zehetmair ; Avenhaus ; CBSO / Rattle, EMI
- Musique contemporaine – György Ligeti : Études, Pierre-Laurent Aimard, Sony Classical
- Early music – Johannes Ockeghem : Requiem, etc., The Clerks' Group / Edward Wickham, ASV
- Early opera – Jean-Philippe Rameau : Hippolyte et Aricie, Les Arts florissants, dir. Christie, Erato
- Ingénieur du son – Dyson: The Canterbury Pilgrims, London Symphony Chorus and Orchestra / Hickox, Chandos
- Film music – Bernard Herrmann: Vertigo, Royal Scottish National Orchestra / McNeely, Varèse Sarabande
- Instrumental – George Frideric Handel, Domenico Scarlatti : Suites et sonates pour clavecin, Murray Perahia (Sony Classical)
- Music theatre – Lerner & Loewe : My Fair Lady - National Symphony Orchestra / J. Owen Edwards, TER
- Orchestral – Jean Sibelius : Symphonies nos 1 et 4 - London SO, dir. Davis, RCA
- Solo vocal – Robert Schumann : Intégrale des Lieder, vol. 1 - Christine Schafer ; Graham Johnson, Hyperion
- Vidéo – Alban Berg : Lulu - solistes ; London PO / Davis (NVC Arts)

### 1996
- Artiste de l'année – Anne Sofie von Otter
- Accomplissement d'une vie – Yehudi Menuhin
- Jeune artiste de l'année – David Pyatt
- Enregistrement de l'année & Concerto – Emil von Sauer, Xaver Scharwenka: Concertos pour piano; Hough; City of Birmingham Symphony Orchestra / Lawerence Foster, Hyperion Records
- Best-selling disc – Lesley Garrett – Soprano in Red ; Lesley Garrett (soprano), Crouch End Festival Chorus, Royal Philharmonic Concert Orchestra, dir. Holmes (Silva Classics)
- Baroque non-vocal – Vivaldi : Il Proteo – Double, Triple Concertos; Coin (violoncelle); Il Giardino Armonico / Antonini, Teldec
- Baroque vocal – Vivaldi : Stabat mater. Cessate, omai ces; Scholl (alto); Ensemble 415 / Banchini, Harmonia Mundi
- Musique de chambre – Haydn : Quatuors à cordes, op. 33 nos 2, 3 et 5 ; Quatuor Mosaïques (Auvidis Astrée)
- Choral – Grainger : Songs and Dancing Ballads ; Monteverdi Choir ; English Country Gardiner Orchestra, dir. Gardiner, Philips
- Concerto – Sauer, Scharwenka : Concertos pour piano - Hough, City of Birmingham Symphony Orchestra, dir. Lawerence Foster, Hyperion Records
- Musique contemporaine – Harrison Birtwistle: Gawain; Royal Opera House, Covent Garden / Howarth, Collins Classics
- Musique ancienne – Dunstable: Sacred Choral Works; Orlando Consort, Metronome
- Opéra ancien – Haendel: Ariodante ; Wilhelmshaven Vocal Ensemble ; Freiburg Baroque Orchestra, dir. McGegan (Harmonia Mundi)
- Ingénieur du son – Sibelius: Symphonie no 5. En saga; Lahti SO, dir. Vänskä (BIS)
- Historique non-vocal – Debussy: Complete Œuvres pour piano; Walter Gieseking (piano) (EMI)
- Historique vocal – Lucrezia Bori: Opera and Operetta Arias; Bori (sop) with various artists (restored by Ward Marston), Romophone
- Instrumental – Domenico Scarlatti: Keyboard Sonatas; Mikhail Pletnev (piano) (Virgin Classics)
- Musique de théâtre – Gershwin : Oh Kay! Orchestre de l'église Saint-Luc / Stern (Nonesuch)
- Opéra – Prokofiev: The Fiery Angel; Kirov Opera / Gergiev (Philips Classics)
- Orchestral – Schmidt : Symphonie no 4 ; Variations on a Hussar - London PO, dir. Franz Welser-Möst (EMI)
- Solo vocal – Schubert : Lieder, Volume 25. Die schöne Müllerin; Ian Bostridge (ténor) ; Fischer-Dieskau (narrateur) ; Johnson (piano) (Hyperion)
- Vidéo – Yehudi Menuhin – The Violin of the Century (EMI)

### 1995
- Artiste de l'année – Pierre Boulez
- Accomplissement d'une vie – Michael Tippett
- Special achievement – Entartete Musik – Korngold : Das Wunder der Heliane ; Berlin Radio Chorus; Deutsches SO, dir. Mauceri, Decca
- Enregistrement de l'année & Concerto – Prokofiev: Concerto pour violon no 1 ; Chostakovitch : Violon ; Maxim Vengerov ; London Symphony Orchestra, dir. Rostropovich, Teldec
- Meilleure vente – The Three Tenors in Concert, 1994 ; José Carreras, Plácido Domingo, Luciano Pavarotti ; Los Angeles Music Center Opera Chorus; Los Angeles Philharmonic Orchestra, dir. Zubin Mehta, Teldec
- Baroque non-vocal – Heinrich Ignaz Franz Biber : Sonates pour violon ; Romanesca, Harmonia Mundi
- Baroque vocal – Jean-Philippe Rameau : Grand Motets ; Les Arts florissants, dir. William Christie (Erato)
- Musique de chambre – Gabriel Fauré: Piano Quintets; Domus, Hyperion
- Choral & ingénieur du son – Karol Szymanowski : Stabat mater. Symphonie no 3. City of Birmingham Symphony Orchestra et chœurs, dir. Rattle (EMI)
- Concerto – Sergei Prokofiev : Concerto pour violon no 1. Chostakovitch : Violon Maxim Vengerov ; London Symphony Orchestra, dir. Rostropovich, Teldec
- Musique contemporaine – György Ligeti: Concertos – Piano; Violin; Cello; Gawriloff; Queyras; Aimard; Ensemble InterContemporain / Boulez DG
- Early music – Robert Fayrfax: Missa O quam glorifica, etc. The Cardinall's Musick / Carwood, ASV Gaudeamus
- Early opera – Henry Purcell: King Arthur; solistes ; Les Arts Florissants / Christie, Erato
- Ingénieur du son – Karol Szymanowski: Stabat mater. Symphonie no 3. City of Birmingham Symphony Orchestra and Chorus / Rattle, EMI
- Historic non-vocal – Ludwig van Beethoven: Symphonie no 9; solistes ; Lucerne Festival Chorus; Philharmonia / Furtwängler, Tahra mono
- Historic vocal – Maurice Ravel: L'enfant et les sortileges; French Radio National Chorus and Orchestra / Bour (Testament)
- Instrumental – Frédéric Chopin: Four Ballades. Mazurkas. Etudes. Nocturne; Murray Perahia (piano), Sony Classical
- Music theatre – I wish it so – The Songs of Vernon Duke; Dawn Upshaw (sop); orchestra / Eric Stern (piano), Elektra Nonesuch
- Opéra – William Walton: Troilus and Cressida; Chorus & Orchestra of Opera North / Hickox, Chandos
- Orchestral – Arnold Schönberg : Symphonie de chambre no 1. Erwartung ; Phyllis Bryn-Julson (sop); Birmingham Contemporary Music Group ; City of Birmingham Symphony Orchestra, dir. Rattle (EMI Classics)
- Solo vocal – Franz Schubert : Lieder; Bryn Terfel (baryton); Malcolm Martineau (piano) (DG)
- Vidéo – The Art of Conducting – Great Conductors of the Past, Teldec

### 1994
- Instrumental & Record of the Year – Debussy: Preludes; Krystian Zimmerman (piano) (DG)
- Musique de chambre – Tchaikovsky: Quatuors à cordes nos 1 – 3 / Souvenir de Florence ; Yuri Yurov (alto), Mikhail Milman (violoncelle), Quatuor Borodine (Teldec)
- Opéra – Britten : Gloriana; Josephine Barstow, Phillip Langridge, Welsh National Opera / Charles Mackerras (Argo)
- Historique Vocal – Britten: Peter Grimes / The Rape of Lucretia / Folksong Arrangements; Peter Pears (ténor), Joan Cross (soprano), BBC Theatre Chorus, Orchestra of The Royal Opera House / Nancy Evans (ca), Pears, Cross, English Opera Group Chamber Orchestra / Sophie Whyss (soprano), Pears, Britten (piano) (EMI Classics)
- Historique non vocal – Schoenberg : Verklaerte Nacht / Schubert : Quintette à cordes en ut majeur ; Alvin Dinkin (va), Kurt Reher (violoncelle), Quatuor de Hollywood (Testament)
- Ingénieur du son – Dutilleux : Symphonies nos 1 & 2 - BBC Philharmonic, dir. Yan Pascal Tortelier (Chandos)
- Orchestral – Koechlin: The Jungle Book, Symphonic Poems; Berlin Radio Symphony Orchestra / David Zinman (RCA)
- Choral – Delius: Sea Drift, Songs of Farewell, Songs of Sunset ; Bryn Terfel (basse), Sally Burgess (mezzo-soprano), Bournemouth Symphony Orchestra & Chorus, dir. Richard Hickox (Chandos)
- Concerto – Bartók : Concerto pour violon no 2, Rhapsodies nos 1 & 2 - Kyung-wha Chung, City of Birmingham Symphony Orchestra, dir. Rattle (EMI)
- Musique contemporaine – Robin Holloway: Second Concerto for Orchestra; BBC Symphony Orchestra / Oliver Knussen, NMC
- Musique vocale solo – Samuel Barber: Complete Songs; Cheryl Studer, Thomas Hampson, John Browning (DG)
- Music Theatre – Bernstein : On The Town - LSO, dir. Michael Tilson Thomas (DG)
- Baroque Vocal – Monteverdi : Quatrième livre de madrigaux - Concerto Italiano (Opus 111)
- Baroque Non-vocal – Bach : Variations Goldberg; Pierre Hantai (Opus 111)
- Jeune artiste de l'année – Maxime Venguerov
- Accomplissement d'une vie – Klaus Tennstedt
- Special Achievement – Richter: The Authorized Edition ; Sviatoslav Richter (piano) (Phillips)
- Best Selling Record – Canto Gregoriano; Coro de monjes del Monasterio Benedictino de Santo Domingo de Silos / Ismael Fernández de la Cuesta, EMI
- Musique ancienne – Cipriano de Rore : Missa Praeter rerum seriem ; The Tallis Scholars / Peter Phillips, Gimell
- Vidéo – Bernstein : On The Town - LSO, dir. Michael Tilson Thomas, Barbican Centre, June 1992 (DG)
- Artiste de l'année – John Eliot Gardiner

### 1993
- Solo Vocal (Enregistrement de l'année) – Grieg : Mélodies - Anne Sofie von Otter (mezzo) ; Bengt Forsberg (piano)
- Baroque Non-Vocal – Heinichen Dresden Concertos. Musica Antigua Koeln / Reinhard Goebel
- Baroque Vocal – San Giovanni Battista Stradella. Catherine Bott, Christine Batty (sopranos); Gérard Lesne (alto); Richard Edgar-Wilson (ténor); Philippe Huttenlocher (baryton) ; Les Musiciens du Louvre, dir. Marc Minkowski (Erato)
- Musique de chambre – Haydn, Quatuors à cordes op. 20 - Quatuor Mosaïques (Astrée/Auvidis)
- Choral – Felix Mendelssohn. Elias. Miles, Donath, van Nes, George, MDR-Chor Leipzig, Israel Philharmonic Orchestra, Masur
- Concerto – Concerto pour piano no 1, op. 15 de Brahms - Stephen Kovacevich (piano) ; London Philharmonic Orchestra, dir. Wolfgang Sawallisch (avec Zwei Gesänge, op. 91 - Ann Murray et Nobuko Imai)
- Musique contemporaine – James MacMillan : The Confession of Isobel Gowdie / Tryst (Koch). BBC Scottish Symphony Orchestra, dir. Maksymiuk.
- Musique ancienne – Venetian Vespers. Gabrieli Consort and Players, dir. Paul McCreesh
- Ingénieur du son – Debussy, Le Martyre de saint Sébastien - Sylvia McNair (soprano); Nathalie Stutzmann (contralto) ; Ann Murray (mezzo); Leslie Caron (narrateur) ; London Symphony Chorus and Orchestra, dir. Michael Tilson Thomas
- Historical Non-Vocal – Rachmaninoff. The Complete Recordings Sergueï Rachmaninoff RCA Victor Gold Seal
- Enregistrement vocal historique – Singers of Imperial Russia. Vols. 1–4.
- Instrumental – 80th Birthday Recital - Shura Cherkassky.
- Musique de théâtre – George Gershwin. Lady, Be Good! - Eric Stern, Lara Teeter, Ann Morrison.
- Opéra – Poulenc. Dialogues des Carmélites - Dubosc, Gorr, Yakar, Dupuy, Fournier, van Dam, Viala, Opéra National de Lyon, dir. Nagano
- Orchestral – Hindemith : Kammermusik - Concertgebouw, dir. Chailly.
- Vidéo – Wagner. Der Ring des Nibelungen. 1989, Orchestre de l'opéra de Bavière, dir. Sawallisch.
- Special Achievement – Edward Greenfield.
- Enregistrement le mieux vendu – Henryk Gorecki : Symphonie no 3 « chants plaintifs » - Upshaw, London Sinfonietta, dir. David Zinman (Nonesuch).
- Jeune artiste de l'année – Sarah Chang.
- Artiste de l'année – Simon Rattle.
- Accomplissement d'une vie – Dietrich Fischer-Dieskau.

### 1992
- Orchestre (Enregistrement de l'année) – Beethoven 9 Symphonies. Nikolaus Harnoncourt. The Chamber Orchestre of Europe.
- Baroque Vocal – Haendel. Giulio Cesare. Larmore, Schlick, Fink, Rorholm, Ragin. René Jacobs. Concerto Köln.
- Baroque Non-Vocal – Rameau. Harpsichord Works. Christophe Rousset.
- Musique de chambre – Symanowski Quatuors à cordes No 1 in C Major, Op.37; No. 2 Op. 56 / Webern Langsamer Satz. Carmina Quartet
- Choral – Britten. War Requiem, Op. 66; Sinfonia da Requiem, Op. 20; Ballad of Heroes, Op. 14. Harper, Langridge, Hill, Shirley-Quirk. St Paul's Cathedral Choristers, London Symphony Orchestra and Chorus. Richard Hickox.
- Concerto – Medtner : Concertos pour piano no 2, op. 50 ; no 3, op. 60 - Nickolai Demidenko. BBC Scottish Symphony Orchestra, dir. Jerzy Maksymiuk.
- Musique contemporaine – John Tavener : The Protecting Veil ; Thrinos / Britten. Suite pour violoncelle seul no 3, op. 87 - Steven Isserlis, Orchestre symphonique de Londres, dir. Guennadi Rojdestvenski
- Musique ancienne – The Rose and The Ostrich Feather. Music from the Eton Choirbook. Volume I. The Sixteen, dir. Harry Christophers.
- Ingénieur du son – Britten : War Requiem, op. 66 ; Sinfonia da Requiem, op. 20 ; Ballad of Heroes, op. 14. Harper, Langridge, Hill, Shirley-Quirk. St Paul's Cathedral Choristers, Orchestre symphonique de Londres et chœurs, dir. Richard Hickox
- Enregistrement vocal historique – Covent Garden on Record: A History.
- Historical Non-Vocal – The Elgar Edition. Volume 1. London Symphony Orchestra. Royal Albert Hall Orchestra. Elgar.
- Instrumental – Alkan. 25 Preludes dans les tons majeurs et mineur, op. 31 / Chostakovitch. 24 Preludes, Op. 34. Olli Mustonen.
- Music Theatre – Bernstein. Candide. Hadley, Anderson. London Symphony Orchestra & Chorus. Bernstein (cond).
- Opéra – Strauss : Die Frau ohne Schatten. Behrens, Domingo, Runkel, van Dam, Varady, Jo. Wiener Philharmoniker, dir. Georg Solti (Decca)
- Musique vocale solo – Schubert : Lieder. Brigitte Fassbaender, Aribert Reimann.
- Special Achievement – Abbey Road Studios.
- Enregistrement le mieux vendu – Essential Opera.
- Jeune artiste de l'année – Bryn Terfel.
- Artiste de l'année – Dame Kiri Janette Te Kanawa.
- Accomplissement d'une vie – Sir Georg Solti.

### 1991
- Record of the Year & Choral – Beethoven. Missa Solemnis. Gardiner. English Baroque Soloists. Margiono, Robbin, Kendall, Miles, Monteverdi Choir.
- Baroque Vocal – Haendel. Susanna. Hunt, Minter, Feldman, Parker, Jeffery Thomas, David Thomas. Nicholas McGegan. Philharmonia Baroque Orchestra. U.C. Berkeley Chamber Chorus.
- Baroque Non-Vocal – Biber. Mystery Sonatas. Holloway (vn), Davitt Moroney(org/hpd), Tragicomedia.
- Musique de chambre – Brahms: Piano Quartets. Opp. 25, 26 & 60. Ax, Stern, Laredo, Ma.
- Concerto – Sibelius : Concerto pour violon, op. 47 - Leonídas Kavákos (violon), Lahti Symphony Orchestra, dir. Vanska.
- Musique contemporaine – John Casken. Golem. Clarke, Hall, Rozario, Robson, Wilson, Morris, Harrhy, Thomas. Music Project London. Richard Bernas.
- Musique ancienne – Palestrina. Missa Assumpta est Maria/ Missa Sicut Iilium. The Tallis Scholars, Peter Phillips (Gimell).
- Ingénieur du son – Wordsworth. Symphony Nos. 2 & 3. London Philharmonic Orchestra. Braithwaite.
- Historical Non-Vocal – Berg : Concerto pour violon ; Suite Lyrique - Louis Krasner (violon), Quatuor Galimir, BBC Symphony Orchestra, dir. Anton Webern.
- Enregistrement vocal historique – Faure/Chausson/Airs Français. Gerard Souzay. Bonneau (pn).
- Instrumental – Chostakovitch. 24 Préludes et fugues, op. 87 - Tatiana Nikolaïeva (piano).
- Music Theatre – Sondheim. Into The Woods. Original London Cast.
- Opéra – Mozart : Idomeneo, re di Creta - Johnson, von Otter, Martinpelto, McNair, Robson, Winslade ; English Baroque Soloists, dir. John Eliot Gardiner.
- Orchestral – Nielsen. Symphonie no 2 op. 16 « Les quatre tempéraments » / Symphonie no 3 op. 27 « Expensive » - Fromm, McMillan. San Francisco Symphony Orchestra, dir. Herbert Blomstedt (Decca)
- Musique vocale solo – Schubert : Die schöne Müllerin - Peter Schreier, Schiff.
- Special Achievement – Complete Mozart Edition (Philips)
- Artiste de l'année – Pavarotti
- Accomplissement d'une vie – Joan Sutherland

### 1990
- Musique de chambre – Respighi, Sonate pour violon en si-bémol mineur - Kyung-Wha Chung and Krystian Zimerman; Deutsche Grammophon
- Choral – Schumann : Das Paradies und die Peri ; Edith Wiens, S. Herman, A. Gjevang ; L'Orchestre de la Suisse Romande, dir. Armin Jordan
- Concerto – Chostakovitch: Concerto pour violon no 1, op. 99, Concerto pour violon no 2, op. 129 ; Lydia Mordkovitch (violon) ; SNO, dir. Neeme Järvi (Chandos)
- Musique contemporaine – George Benjamin : Antara, Boulez : Dérive, Memoriale ; Harvey : Song Offerings ; Walmsley-Clark (soprano), Bell (flûte) ; London Sinfonietta, dir. George Benjamin (Nimbus)
- Musique ancienne – Gabrieli : A Venetian Coronation 1595, The Gabrieli Consort and Players, dir. Paul McCreesh (Virgin Classics)
- Ingénieur du son – Britten : The Prince of the Pagodas ; London Sinfonietta, dir. Oliver Knussen (Virgin Classics)
- Historic (vocal) – Massenet : Werther ; Georges Thill (ténor), Vallin (mezzo) Roque (baryton), Faraldy (soprano), Narcon (basse) ; Chœur et orchestre de l'opéra comique, dir. Elie Cohen (EMI Classics)
- Historic (nonvocal) – Delius : Paris, Eventyr, Irmelin Prelude, Over the Hills and Far Aways - LPO, dir. Thomas Beecham (EMI Classics)
- Instrumental – Debussy: Œuvres pour piano - Zoltán Kocsis (Philips)
- Musique de théâtre – Cole Porter, Anything Goes ; John McGlinn(EMI Classics)
- Opéra (Enregistrement de l'année) – Prokofiev: L'Amour des trois oranges; Chœurs et Orchestre de l'Opéra de Lyon, Kent Nagano (Virgin Classics)
- Orchestral – Vaughan Williams : A Sea Symphony; Lott (soprano), Summers (baryton) ; LPO, dir. Bernard Haitink (EMI Classics)
- Musique vocale solo – Schubert : Schwanengesang, Lieder sur des poèmes de Heine et Seidl - Peter Schreier (ténor), András Schiff (piano) (Decca)
- Special Achievement – Bach: Complete Sacred Cantatas Vol. 1–45; Vienna Concentus Musicus, Nikolaus Harnoncourt (cnd); Leonhardt Consort, Gustav Leonhardt (cnd); Teldec

## Gramophone Awards des années 1980

### 1989
- Chamber (Enregistrement de l'année) – Bartók: Quatuors à cordes Nos. 1–6; Quatuor Emerson; DG
- Choral – Haendel : Jephtha; Dawson, Holton (sops), Sofie von Otter (mez), Chance (counterten), Robson (ten), Varcoe (nar), Ross (hpd), Nicholson (org); Monteverdi Choir, English Baroque Soloists, John Eliot Gardiner (cnd); Philips
- Concerto – Sibelius : Concerto pour violon, op. 47 / Nielsen : Concerto pour violon, op. 33 - Cho-Liang Lin (violon); Philharmonia Orchestra of London / Swedish Radido Symphony, dir. Esa-Pekka Salonen (CBS)
- Musique contemporaine – Robert Simpson: Ninth Symphony; Bournemouth Symphony Orchestra, Handley (Hyperion)
- Musique ancienne (Baroque) – Corelli: Concerto Grossi, Op. 6; The English Concert, dir. Trevor Pinnock (Arkiv)
- Early Music (Medieval and Renaissance) – "A Song for Francesca"; Gothic Voices; Hyperion
- Ingénieur du son et production – Tubin: Symphonies 3, 8; Stockholm Radio Symphony Orchestra, Neeme Järvi (BIS)
- Historique non vocal – Mahler: Symphony, No. 9; Vienna Philharmonic Orchestra, dir. Bruno Walter (EMI Classics)
- Historique vocal – Record of Singing, Volume 4(EMI Classics)
- Instrumental – Mozart: Sonates pour piano 1–18; Mitsuko Uchida, Philips
- Musical Theatre – Jerome Kern: Show Boat; John McGlinn(EMI Classics)
- Opéra – Gershwin: Porgy and Bess; Glyndebourn, Rattle(EMI Classics)
- Orchestral – Schubert: Symphonies; Chamber Orchestra of Europe, Abbado (cnd); DG
- Remasterisation en CD – Ravel: L'enfant et les sortilèges; French Radio National Orchestra, Lorin Maazel (cnd); DG
- Musique vocale solo – Schubert: Lieder, Volume 1; Janet Baker(mez), Graham Johnson (piano); Hyperion

### 1988
- Musique de chambre – Mendelssohn : Sonates pour violon en fa mineur et fa majeur - Shlomo Mintz (violon), Paul Ostrovsky (piano); DG
- Choral – Verdi : Requiem - Atlanta Symphony Orchestra et Chœurs, dir. Robert Shaw (Telarc)
- Concerto – Tchaikovski : Concerto pour piano no 2; Peter Donohoe (piano) ; Bournemouth Symphony Orchestra, dir. Rudolf Barshai (EMI Classics)
- Musique contemporaine – Sir Harrison Birtwistle: Carmen Arcadiae Mechanicae Perpetuum, Silbury Air, Secret Theatre; London Sinfonietta, Elgar Howarth; Etcetera
- Musique ancienne (Baroque) – Leclair: Scylla et Glaucus; Donna Brown, Rachel Yakar, Howard Cookk; Monteverdi Choir, English Baroque solistes ; John Eliot Gardiner(Erato)
- Early Music (Medieval and Renaissance) – "The Service of Venus and Mars: Music for the Knights of the Garter; Gothic Voices, Christopher Page; Hyperion
- Ingénieur du son et production – Mahler: Symphonie no 2, "Resurrection"; Arleen Augér, Janet Baker; City of Birmingham Symphony Chorus & Orchestra; Simon Rattle
- Historique non vocal – Brahms : Concerto pour violon , op. 47 / Sibelius : Concerto pour violon, op. 77 - Ginette Neveu (violon) ; Philharmonia Orchestra, dir. Issay Dobrowen et Walter Süsskind (EMI Classics)
- Historique vocal – Feodor Chaliapin: 1873–1938 - Chaliapin (basse) et al. (EMI Classics)
- Instrumental – Poulenc : Œuvres pour piano - Pascal Rogé (Decca)
- Opéra – Benjamin Britten : Paul Bunyan ; The Plymouth Music Series Chorus and Orchestra, dir. Philip Brunelle (Virgin Classics)
- Orchestre (Enregistrement de l'année) – Mahler : Symphonie no 2, « Résurrection » - Arleen Augér, Janet Baker ; City of Birmingham Symphony Chorus & Orchestra, dir. Simon Rattle
- Period Performance – Haydn : Messe en ré mineur « Nelson » / Te Deum en ut majeur - Felicity Lott, Carolyn Watkinson, Maldwyn Davies, David Wilson-Johnson ; The English Concert et chœur, dir. Trevor Pinnock (Archiv)
- Remasterisation en CD – Strauss : Der Rosenkavalier - Elisabeth Schwarzkopf, Christa Ludwig, Teresa Stich Randall, Otto Edelmann, Eberhard Wächter; London Philharmonia Orchestra et chœurs, dir. Herbert von Karajan (EMI Classics)
- Musique vocale solo – Schubert : Die Schöne Müllerin ; Olaf Bär (baryton), Geoffrey Parsons (piano) (EMI Classics)

### 1987
- Musique de chambre – Chausson : Concert en ré majeur pour piano, violon et quatuor à cordes ; Quatuor à cordes en ut mineur - Jean-Phillipe Collard, (piano), Augustin Dumay (violon), Quatuor Muir (EMI)
- Choral – Haendel : Athalia - Joan Sutherland, Emma Kirkby, James Bowman, Aled Jones, Anthony Johnson, David Thomas. The Academy of Ancient Music, dir. Christopher Hogwood (Decca/L'Oiseau-Lyre)
- Concerto – Hummel : Concerto pour piano no 2, op. 85 ; no 3, op. 89. Stephen Hough, English Chamber Orchestra, dir. Bryden Thomson (Chandos)
- Musique contemporaine – Michael Tippett : The Mask of Time. Faye Robinson, Sarah Walker, Robert Tear, John Cheek. BBC Symphony Orchestra and Chorus / Andrew Davis (EMI Classics)
- Musique ancienne (Enregistrement de l'année) – Josquin Desprez : Missa Pange lingua, Missa La sol fa re mi. The Tallis Scholars / Peter Phillips (Gimell)
- Ingénieur du son et production – Holst : The Planets - Orchestre symphonique de Montréal, dir. Charles Dutoit (Decca)
- Historique non vocal – Schubert : Quatuors à cordes, Trio avec piano, Fantaisie - Quatuor Busch, Rudolf Serkin (piano) (EMI Classics)
- Historique vocal – The Art of Tito Schipa. Tito Schipa (ténor) (EMI Classics)
- Instrumental – Haydn: Sonates pour piano. Alfred Brendel (piano). Philips.
- Opéra – Verdi: La forza del destino. Rosalind Plowright, Agnes Baltsa, José Carreras, Bruson, Burchuladze, Pons, Tomlinson, Ambrosian Opera Chorus. Philharmonia Orchestra / Giuseppe Sinopoli. DG.
- Orchestral – Mahler: Symphonie no 8. Elizabeth Connell, Edith Wiens, Felicity Lott, Trudeliese Schmidt, Nadine Denize, Richard Versalle, Jorma Hynnimen, Hans Sotin, Tiffin School Boys' Choir. London Philharmonic Orchestra & Choir / Klaus Tennstedt (EMI Classics)
- Period Performance – Beethoven: Symphonies 2 & 8. London Classical Players / Sir Roger Norrington (EMI Classics)
- Remasterisation en CD – Beecham Conducts Delius: The Complete Stereo Recordings. Royal Philharmonic Orchestra, dir. Thomas Beecham (EMI Classics)
- Musique vocale solo – Liszt, R. Strauss : Lieder. Brigitte Fassbaender, Irwin Gage (piano) (DG)

### 1986
- Operatic (Enregistrement de l'année) – Rossini: Il Viaggio a Reims. Katia Ricciarelli, Lucia Valentini-Terrani, Lella Cuberli, Cecilia Gasda, Francisco Araiza, Eduardo Gimenez, Leo Nucci, Ruggero Raimondi, Samuel Ramey, Enzo Dara. Prague Philharmonic Chorus, The Chamber Orchestra of Europe / Claudio Abbado. DG.
- Musique de chambre – Fauré : Quatuor avec pianono 1, op 15 ; no 2, op. 45 - Domus (Hyperion)
- Choral – Janáček: Glagolitic Mass. Elisabeth Söderström, Drahomíra Drobková, František Livora, Richard Novák. Czech Philharmonic Orchestra / Sir Charles Mackerras. Supraphon
- Concerto – Beethoven : Concertos pour piano nos 3 & 4 - Murray Perahia, Concertgebouw, dir. Bernard Haitink (CBS)
- Musique contemporaine – Lutosławski. Symphonie no 3. Los Angeles Philharmonic, dir. Salonen (CBS)
- Musique ancienne (Baroque) – Bach : Die Kunst der Fuge, BWV 1080. Davitt Moroney (clavecin). Harmonia Mundi.
- Early Music (Medieval and Renaissance) – Chansons de Toile au temps du Roman de la Rose - Esther Lamandier (Alienor)
- Historique non vocal – Beethoven : Derniers quatuors à cordes (HMV)
- Historique vocal – The Record of Singing : Vol. 3 (HMV)
- Instrumental – Shubert : Fantaisie en fa mineur pour piano à quatre main, D.940 / Mozart : Sonate pour 2 piano en ré majeur, K448 - Murray Perahia, Radu Lupu (CBS)
- Orchestral – Vaughan Williams : Sinfonia Antartica - Sheila Armstrong. London Philharmonic Orchestra & Choir, dir. Bernard Haitink (EMI Classics)
- Musique vocale solo – Schubert : Winterreise - Peter Schreier, Sviatoslav Richter (Philips)
- Remasterisation en CD – Britten : Peter Grimes - Peter Pears, Claire Watson, James Pease. Royal Opera House Chorus & Orchestra, dir. Benjamin Britten (Decca/London)
- Ingénieur du son et production – Respighi: Belkis, Queen of Sheba; Metamorphoseon. Philharmonia Orchestra / Geoffrey Simon (Chandos Records)

### 1985
- Concerto (Enregistrement de l'année) – Elgar : Concerto pour violon, op. 61 - Nigel Kennedy, London Philharmonic Orchestra, dir. Vernon Handley (EMI Classics)
- Musique de chambre – Beethoven : Derniers quatuors à cordes, op. 127, 130, 131, 132, 133 & 135 - Quatuor Alban Berg (HMV)
- Choral – Faure : Requiem, Cantique de Jean Racine, op. 11 - Caroline Ashton, Stephen Varcoe, Simon Standage, John Scott. The Cambridge Singers, City of London Sinfonia, dir. John Rutter (Conifer)
- Musique contemporaine – Kurtag : Messages de Feu Demoiselle R.V. Troussova: 21 poèmes de Rimma, Dalos, Op. 17 / Britwistle: ...Agm.... Adrienne Csengery, Marta Fabian. John Alldis Choir. Ensemble Intercontemporain / Pierre Boulez(Erato)
- Musique ancienne (Baroque) – Charpentier : Médée - Jill Feldman, Jacques Bona, Sophie Boulin, Phillipe Cantor, Agnès Mellon, Gilles Ragon ; Les Arts florissants, dir. William Christie (Harmonia Mundi)
- Musique ancienne (Médiévale et Renaissance) – Victoria : O quam gloriosum, Ave maris stella - Westminister Cathedral Choir, dir. David Hill (Hyperion)
- Historique non vocal – Carl Nielsen: Symphonies. Erik Tuxen, Launy Grøndhal, Thomas Jensen / Danish Radio Symphony Orchestra. Danacord.
- Historique vocal – Claudia Muzio: The Columbia Recordings 1934–5. Italian Opera Arias, Italian, French and German Songs. HMV.
- Instrumental – Liszt: Années de pèlerinage: Première Année: Suisse. Jorge Bolet (Decca)
- Operatic  – Mozart: Don Giovanni. Thomas Allen, Carol Verness, Maria Ewing, Elizabeth Gale, Keith Lewis, Richard Van Allen. Glyndebourne Chorus. London Philharmonic Orchestra / Bernard Haitink. HMV.
- Orchestral – Prokofiev: Symphonie no 6 in E-flat minor Op. 111, Three waltzes Op. 110. Scottish National Orchestra, dir. Neeme Järvi (Chandos Records)
- Musique vocale solo – Sibelius: Complete Songs. Tom Krause, Irwin Gage, Elisabeth Söderstöm, Vladimir Ashkenzay (Decca)
- Ingénieur du son et production – Ravel: Ma Mère l'Oye, Pavane pour une infante défunte, Le Tombeau de Couperin, Valses nobles et Sentimentales. Orchestre symphonique de Montréal, dir. Charles Dutoit (Decca)

### 1984
- Orchestre (Enregistrement de l'année) – Mahler : Symphonie no 9 - Orchestre philharmonique de Berlin, dir. Herbert von Karajan (DG)
- Musique de chambre – Beethoven: Derniers Quatuors à cordes Opp. 127, 130, 131, 132, 133 & 135. Lindsay Quartet (ASV)
- Choral – Mozart: Requiem. Margaret Price. Trudeliese Schmidt. Francisco Araiza. Theo Adam. Dresden State Orchestra / Peter Schreier. Philips.
- Concerto – Mozart : Concertos pour piano nos 15 et 16. Murray Perahia, English Chamber Orchestra (CBS)
- Musique contemporaine – Brian Ferneyhough: Quartet No. 2 / Jonathan Harvey : Quatuor à cordes no 2 / Carter : Quatuor à cordes no 3/ Quatuor Arditti (Irvine Arditti, Levine Andrade, Lennox MacKenzie, Rohan de Saram) (RCA)
- Musique ancienne (Baroque) – Bach : Musique de chambre - Musica Antigua Köln, dir. Reinhard Goebel (Archiv)
- Musique ancienne (Médiéval et Renaissance) – Dunstable : Motets. Hilliard Ensemble, dir. Paul Hiller (EMI Classics)
- Historique non-vocal – Beethoven : Sonates pour piano nos 30, 31, 32 - Egon Petri (dell'Arte)
- Historique vocal
- Instrumental – Beethoven : Sonate pour piano no 29, op. 106 - Emil Gilels (DG)
- Opéra – Janáček: Jenůfa. Elisabeth Söderström, Weslav Ochman, Petr Dvorskẙ, Evan Randová, Lucia Popp. Vienna Philharmonic. Charles Mackerras (Decca)
- Musique vocale solo – Strauss: Quatre derniers lieder - Jessye Norman, Leipzig Gewandhaus, dir. Kurt Masur (Philips)
- Ingénieur du son et production – Bax: Symphonie no 4 and Tintagel. Ulster Orchestra, dir. Bryden Thomson (Chandos Records)

### 1983–1982
- Musique de chambre – Borodine, Quatuors à cordes nos 1 et 2, Quatuor Borodine (EMI Classics)
- Choral – Bach, Messe en si mineur, Joshua Rifkin dirige le Bach Ensemble (Elektra-Nonesuch)
- Concerto (Enregistrement de l'année) – Tippett, Triple Concerto, Colin Davis dirige le London Symphony Orchestra (Philips)
- Musique contemporaine – Boulez, Pli Selon Pli, Pierre Boulez dirige le BBC Symphony Orchestra ; solo : Phyllis Bryn-Julson (Erato)
- Musique baroque – Charpentier, Actéon - William Christie dirige Les Arts florissants (Harmonia Mundi)
- Musique médiévale – Hildegarde de Bingen, A Feather on the Breath of God – Sequences and Hymns, Christopher Page dirige l'ensemble Gothic Voices (Hyperion)
- Ingénieur du son – Chostakovitch, Symphonie no 5, Bernard Haitink dirige le Concertgebouw (Decca)
- Enregistrement vocal historique – Schubert, Historical Recordings of Lieder, Artistes divers (HMV)
- Historical Non-Vocal – Bartók, au piano vol. 1, Béla Bartók (Hungaraton)
- Instrumental – Liszt, Sonate pour piano en si mineur, Alfred Brendel (Philips)
- Opéra – La Petite Renarde rusée, Charles Mackerras dirige l'Orchestre philharmonique de Vienne (Decca)
- Orchestral – Strauss, Les Métamorphoses, Herbert von Karajan dirige l'Orchestre philharmonique de Berlin
- Musique vocale solo – Brahms, Lieder, Jesse Norman, Kurt Masur dirige le Gewandhaus de Leipzig (Philips)

### 1981
- Operatic (Enregistrement de l'année) – Wagner, Parsifal, Herbert von Karajan dirige Deutsche Opera et l'Orchestre philharmonique de Berlin (Deutsche Grammophon)
- Musique de chambre – Bartók, Quatuors à cordes nos 1–6, Quartuor de Tokyo (Deutsche Grammophon)
- Choral – Delius, Fenby Legacy - Eric Fenby dirige le Royal Philharmonia Orchestra (Unicorn-Kanchan)
- Concerto – Beethoven, Concerto pour violon - Carlo Maria Giulini dirige le Philharmonia ; solo : Perlman (EMI Classics)
- Musique contemporaine – Tippett, King Priam - David Atherton dirige le London Sinfonietta (Decca)
- Musique ancienne – Artistes divers, Musique de chambre allemande, Cologne Music Antiqua (Archiv)
- Ingénieur du son – Massenet, Werther, Colin Davis dirige le Royal Opera House Orchestra (Philips)
- Enregistrement vocal historique – Artistes divers, Hugo Wolf Society Lieder (HMV)
- Historical Non-Vocal – Brahms, Œuvres de musique de chambre, Quatuor Busch, Rudolf Serkin, Reginald Kell et Aubrey Brain (World Records)
- Instrumental – Liszt, Œuvres pour piano, Alfred Brendel (Philips)
- Orchestral – Mahler, Symphonie no 9, Herbert von Karajan dirige l'Orchestre philharmonique de Berlin (Deutsche Grammophon)
- Musique vocale solo – Liszt, Lieder - Dietrich Fischer-Dieskau et Daniel Barenboim (Deutsche Grammophon)

### 1980
- Operatic (Enregistrement de l'année) – Janáček, From the House of the Dead, Charles Mackerras dirige l'Orchestre philharmonique de Vienne (Decca
- Musique de chambre – Brahms, Quintette avec piano, op. 34 - Quartetto Italiano ; solo : Pollini (Deutsche Grammophon)
- Choral – Haendel, L'Allegro, il Penseroso ed il Moderato, John Eliot Gardiner dirige le Monteverdi Choir (Erato)
- Concerto – Ravel, Concerto pour piano en sol - Lorin Maazel dirige l'Orchestre national de France ; solo : Catherine Collard (HMV)
- Musique contemporaine – Birtwistle, Punch and Judy, David Atherton dirige le London Sinfonietta (Etcetera)
- Musique ancienne – C.P.E. Bach, Sinfonias, Trevor Pinnock dirige The English Concert (Archiv)
- Ingénieur du son – Debussy, Nocturnes, Jeux, Bernard Haitink dirige le Concertgebouw (Philips)
- Enregistrement vocal historique – Various artists, Gramophone Co. Recordings, Fernando de Lucia (Rubini)
- Historical Non-Vocal – Bartók, Contrasts pour clarinette, violon et piano, Béla Bartók, Joseph Szigeti et Benny Goodman (Sony)
- Instrumental – Brahms, Sonates pour piano nos 1 et 2, Krystian Zimerman (Deutsche Grammophon)
- Orchestral – Debussy, Nocturnes, Jeux, Bernard Haitink dirige le Concertgebouw (Philips)
- Musique vocale solo – Artistes divers, A Shropshire Lad, Graham Trew et Roger Vignoles (Meridian)

## 1979
- Musique de chambre (Enregistrement de l'année) – Haydn, Trios avec piano - Beaux Arts Trio (Philips)
- Choral – Schoenberg, Gurrelieder, Seiji Ozawa] dirige Tanglewood Festival Chorus et Boston Symphony Orchestra (Philips)
- Concerto – Bartók, Concertos pour piano nos 1 et 2, Claudio Abbado conducting Chicago Symphony Orchestra ; solo : Pollini (Deutsche Grammophon)
- Musique contemporaine – Maxwell Davies, Symphonie no 1, Simon Rattle dirige le Philharmonia Orchestra (Decca)
- Musique ancienne – Mozart, Symphonies vol. 3, Christopher Hogwood dirige Academy of Ancient Music (L'Oiseau-Lyre)
- Ingénieur du son – Debussy, Images, Prélude à l'après-midi d'un faune - André Previn dirige l'Orchestre symphonique de Londres (EMI Classics)
- Historique – Artistes divers, Record of Singing vol. 2 (HMV)
- Instrumental – Bach, Œuvres pour orgue, vol. 3 - Peter Hurford (Argo)
- Opéra – Berg, Lulu, Pierre Boulez dirige l'Orchestre de l'Opéra de Paris (Deutsche Grammophon)
- Orchestral – Debussy, Images, Prélude à l'après-midi, André Previn conducting London Symphony Orchestra (EMI Classics)
- Musique vocale solo – Grechaninov, etc., Five Children's Songs, Elisabeth Söderström and Vladimir Ashkenazy (Decca)

## 1978
- Musique de chambre – Bartók, Sonate pour 2 pianos ; Debussy, En Blanc ; Mozart, Andante avec 5 variations pour piano, Martha Argerich, Stephen Bishop-Kovacevich, Willy Goudswaard et Michael de Roo (Philips)
- Choral – Haendel, Dixit Dominus, John Eliot Gardiner dirige le Monteverdi Choir et Orchestre (Erato)
- Concerto – Prokofiev, Concerto pour piano no 1, Simon Rattle dirige l'Orchestre symphonique de Londres; solo : Gavrilov (EMI Studio Plus)
- Musique contemporaine – Webern, Œuvres complètes, Pierre Boulez dirige le Juilliard String Quartet and London Symphony Orchestra (Sony)
- Musique ancienne – Haendel, Acis and Galatea, John Eliot Gardiner dirige l'English Baroque Soloists (Archiv)
- Historical – Gluck, Orfeo ed Euridice, Charles Bruck dirige le Netherlands Opera Chorus et Orchestre (EMI Classics)
- Instrumental – Liszt, Œuvres pour piano, Alfred Brendel (Philips)
- Operatic (Enregistrement de l'année) – Puccini, La Fanciulla del West, Zubin Mehta dirige le Royal Opera House Choir et Orchestre (Deutsche Grammophon)
- Orchestral – Mozart, Symphonies nos 25 et 29, Benjamin Britten dirige l'English Chamber Orchestra (Decca)
- Musique vocale solo – Chausson, Poème ; Duparc, Mélodies, André Previn dirige l'Orchestre symphonique de Londres; solo : Baker (HMV)

## 1977
- Musique de chambre – Chostakovitch, Quatuors à cordes nos 4 et 12, Fitzwilliam Quartet (Decca)
- Choral – Elgar, Coronation Ode ; Parry, I Was Glad, Philip Ledger dirige le Kings College Choir et le New Philharmonia Orchestra (EMI Classics)
- Concerto – Mozart, Concerto pour piano no 22, Neville Marriner dirige Academy of St. Martin-in-the-Fields; solo: Brendel (Philips)
- Musique contemporaine – Berio, Concerto pour 2 pianos, Pierre Boulez dirige le London Symphony Orchestra et Luciano Berio dirige le BBC Symphony Orchestra (RCA Red Seal)
- Musique ancienne – Dowland, Œuvres pour luth, Julian Bream (RCA Red Seal)
- Historical – Various artists, Record of Singing, various artists (HMV)
- Instrumental – Beethoven, Sonates pour piano nos. 27–32, Maurizio Pollini (Deutsche Grammophon)
- Operatic (Enregistrement de l'année) – Janáček, Kata Kabanova, Charles Mackerras conducting Vienna State Opera and Vienna Philharmonic Orchestra (Decca)
- Orchestral – Elgar, Symphonie no 1, Sir Adrian Boult conducting London Philharmonic Orchestra (EMI Classics)
- Musique vocale solo – Chostakovitch, Suite, Six Songs to Lyrics, etc., Maxim Chostakovich conducting Moscow Radio Symphony Orchestra (HMV / Melodiya)